# Nou Mestalla
Nou Mestalla is een gedeeltelijk gebouwd stadion in Valencia, bedoeld als vervanging voor het Estadio Mestalla. In januari 2025 werd de bouw hervat, nadat deze in 2009 was stilgelegd vanwege financiële problemen.

## Geschiedenis
De bouw van de betonnen constructie begon in augustus 2007 en liep tot februari 2009, toen de werkzaamheden werden stilgelegd vanwege financiële problemen. 
De architecten van het stadion zijn Reid Fenwick Asociados en ArupSport, en de geschatte kosten liggen tussen de 250 en 300 miljoen euro. Het ontwerp kenmerkt zich door een futuristische aluminium buitenkant en een interieur van hout. Het stadion wordt gebouwd op een voormalig fabrieksterrein in de wijk Benicalap.
De plannen voor het nieuwe stadion werden in 2006 gepresenteerd, en in november van dat jaar onthulde de toenmalige voorzitter Juan Soler de details. De bouw van het Nou Mestalla begon in februari 2007, met als doel het stadion in de zomer van 2009 gereed te hebben voor het seizoen 2009/2010. Echter, door financiële problemen werden de werkzaamheden in februari 2009 stilgelegd.
In januari 2012 werd een akkoord bereikt met investeerders, waaronder Bankia, om de bouw voort te zetten. Bankia zou Valencia CF 140 miljoen euro lenen om de bouw te voltooien, zodat de club kon concurreren met grootmachten als FC Barcelona en Real Madrid. Toch werd er uiteindelijk niets geïnvesteerd in het stadion door de toenmalige eigenaar Peter Lim.
Op 5 januari 2025 kondigde Valencia CF aan dat de bouw van het Nou Mestalla na 15 jaar weer zou worden hervat. Het bouwbedrijf Grupo Bertolini verliet het project, waarna FCC Construcción – die in 2007 al betrokken was – de werkzaamheden overnam. FCC kreeg de opdracht om het stadion binnen 30 maanden op te leveren, zodat Valencia CF vanaf het seizoen 2027/28 eindelijk, na 20 jaar, in het vernieuwde stadion kan spelen.